# Отношения ДР Конго и России
Отношения Демократической Республики Конго и России — двусторонние дипломатические отношения между Демократической Республикой Конго и Россией. Россия содержит посольство в Киншасе, а Демократическая Республика Конго ― посольство в Москве.

## История
Дипломатические отношения между Республикой Конго и СССР были установлены 7 июля 1960 года.
Двусторонние отношения имеют конструктивный характер. Сергей Лавров, встретившись с министром иностранных дел Демократической Республики Конго в апреле 2009 года, заявил, что Россия будет развивать сотрудничество с ДРК.
В 2010 году 30 офицеров Вооружённых Сил ДРК были удостоены стипендии для обучения в российских военных вузах.
В декабре 2014 года в Киншасе открылась школа русского языка.
В октябре 2016 года Москву посетили дипломатический советник президента ДРК Б. Кикайя Бин Каруби и сенатор Л. Ше Окитунду. Последний уже в качестве главы конголезского внешнеполитического ведомства побывал в Москве в марте 2017 года, где провёл переговоры с министром иностранных дел Российской Федерации С. В. Лавровым.
6 июня 2018 года состоялся визит специального представителя Президента России по Ближнему Востоку и странам Африки, заместителя министра иностранных дел М. Л. Богданова, встретившегося с президентом Ж. Кабилой и министром иностранных дел Л. Ше Окитунду.
В октябре 2019 года в Сочи в рамках участия в саммите Россия — Африка состоялся первый в истории российско-конголезских отношений визит Президента ДРК в Россию. Между В. В. Путиным и Ф. Чисекеди прошли переговоры.
На регулярной основе поддерживаются межмидовские контакты. Развиваются межпарламентские связи, конголезские делегации ежегодно принимают участие в Ялтинском международном экономическом форуме, Петербургском международном экономическом форуме и Международном педагогическом форуме.
27 июля 2023 года Демократическая Республика Конго и Россия подписали протокол о взаимном безвизовом режиме для владельцев дипломатических и служебных паспортов на полях саммита Россия-Африка в Санкт-Петербурге.